# Antwerpen (provins)
Den belgiske provins Antwerpen er med sine 1.847.486 (2018) indbyggere den mest befolkede af de 10 belgiske provinser. Hovedstaden er selve havnebyen Antwerpen. Området er den nordligste provins både i Belgien og i delstaten Flandern.
Historisk var provinsen en del af Hertugdømmet Brabant. Mod nord grænser området op mod den hollandske provins Nord-Brabant. Mod syd er naboen Vlaams-Brabant. Mod øst grænser Antwerpen op til den belgiske provins Limburg. Mod vest er naboen Østflandern.